# Iliman Ndiaye
Iliman Cheikh Baroy Ndiaye (* 6. března 2000 Rouen) je senegalský profesionální fotbalista, který hraje na pozici útočníka za klub Everton FC.
Narodil se ve Francii, ale hraje za národní tým Senegalu.

## Klubová kariéra
Ndiaye začal hrát fotbal ve francouzských klubech Rouen Sapins, Rouen a Marseille, než se přestěhoval do Senegalu a začal hrát za Dakar Sacré-Cœur. Jeho otec se následně přestěhoval do Anglie, Ndiaye tak nastupoval za mládežnický tým Boreham Wood, kde také hrál nedělní ligové zápasy za Rising Ballers. Dne 17. listopadu 2017 podepsal Ndiaye svou první smlouvu s Boreham Wood. Dne 31. srpna 2019 podepsal smlouvu se Sheffieldem United. Na druhou polovinu sezóny 2019/20 odešel na hostování do Hyde United. Svůj debut v dresu Sheffieldu United si odbyl jako pozdní náhradník při prohře 0:5 v Premier League s Leicesterem City 14. března 2021. Dne 11. září dvakrát skóroval proti Peterborough United při výhře 6:2. Dne 3. března 2023 v FA Cupu skóroval v 79. minutě proti Tottenhamu Hotspur, čímž zajistil vítězství a postup Sheffieldu United do čtvrtfinále.

## Reprezentační kariéra
Ndiaye se narodil ve Francii senegalskému otci a francouzské matce. V národním týmu Senegalu debutoval 4. června 2022 při vítězství 3:1 nad Beninem v kvalifikaci na Africký pohár národů 2023, když v 67. minutě nastoupil za Boulaye Dia. Ndiaye vstřelil svůj první mezinárodní gól v kvalifikaci na AFCON 2023 24. března 2023 proti Mosambiku. Ndiaye vstřelil třetí gól při vítězství 5:1.

## Statistiky

### Klubové
Platí k zápasu hranému 4. května 2023.
| Klub                    | Sezóna            | Liga                    | Liga   | Liga | Národní pohár | Národní pohár | Ligový pohár | Ligový pohár | Ostatní | Ostatní | Celkově | Celkově |
| Klub                    | Sezóna            | Divize                  | Zápasy | Góly | Zápasy        | Góly          | Zápasy       | Góly         | Zápasy  | Góly    | Zápasy  | Góly    |
| ----------------------- | ----------------- | ----------------------- | ------ | ---- | ------------- | ------------- | ------------ | ------------ | ------- | ------- | ------- | ------- |
| Sheffield United        | 2019/20           | Premier League          | 0      | 0    | 0             | 0             | 0            | 0            | —       | —       | 0       | 0       |
| Sheffield United        | 2020/21           | Premier League          | 1      | 0    | 0             | 0             | 0            | 0            | —       | —       | 1       | 0       |
| Sheffield United        | 2021/22           | EFL Championship        | 30     | 7    | 1             | 0             | 2            | 0            | 2       | 0       | 35      | 7       |
| Sheffield United        | 2022/23           | EFL Championship        | 45     | 14   | 6             | 1             | 0            | 0            | —       | —       | 51      | 15      |
| Sheffield United        | Celkově           | Celkově                 | 76     | 21   | 7             | 1             | 2            | 0            | 2       | 0       | 87      | 22      |
| Hyde United (hostování) | 2019/20           | Northern Premier League | 6      | 1    | —             | —             | —            | —            | 3       | 0       | 9       | 1       |
| Celkově v kariéře       | Celkově v kariéře | Celkově v kariéře       | 82     | 22   | 7             | 1             | 2            | 0            | 5       | 0       | 96      | 23      |

### Reprezentační
Platí k zápasu hranému 28. března 2023.
| Národní tým | Rok     | Zápasy | Góly |
| ----------- | ------- | ------ | ---- |
| Senegal     | 2022    | 5      | 0    |
| Senegal     | 2023    | 2      | 1    |
| Celkově     | Celkově | 7      | 1    |

#### Reprezentační góly
Skóre a výsledky Senegalu jsou vždy zapsány jako první. Ndiayeho góly jsou zvýrazněny.
| Gól | Datum           | Místo                                      | Soupeř   | Skóre | Výsledek | Competition                              |
| --- | --------------- | ------------------------------------------ | -------- | ----- | -------- | ---------------------------------------- |
| 1.  | 24. března 2023 | Diamniadio Olympic Stadium, Dakar, Senegal | Mosambik | 3:0   | 5:1      | Kvalifikace na Africký pohár národů 2023 |

## Úspěchy
Individuální
- Tým sezóny EFL Championship: 2022/23

- Hráč roku Sheffield United: 2022/23